# Josep Lluís Pellicer i Fenyé
Josep Lluís Pellicer i Fenyé (Barcelona, 20 de maig de 1842 - 14 de juny de 1901) fou un dibuixant i pintor català.

## Biografia
Fill de Joan Pellicer i Donadeu, paleta, natural de Barcelona, i de Maria Fenyé, natural de Tàrrega. Inicialment, va estudiar la carrera de mestre d'obres, aparellador i agrimensor i la va exercir durant dos anys. Més endavant, va començar a estudiar dibuix i pintura amb Ramon Martí i Alsina, que després seria el seu sogre en casar-se amb la seva filla Anna Martí i Aguiló. El 1865 anà tres anys a Roma a perfeccionar-se.
Un altre cop a Barcelona, comença a treballar per a diversos diaris i revistes, i il·lustrà les primeres edicions dels Singlots Poètics de Pitarra, amb el pseudònim Nyapus; també realitzà moltes caricatures polítiques.

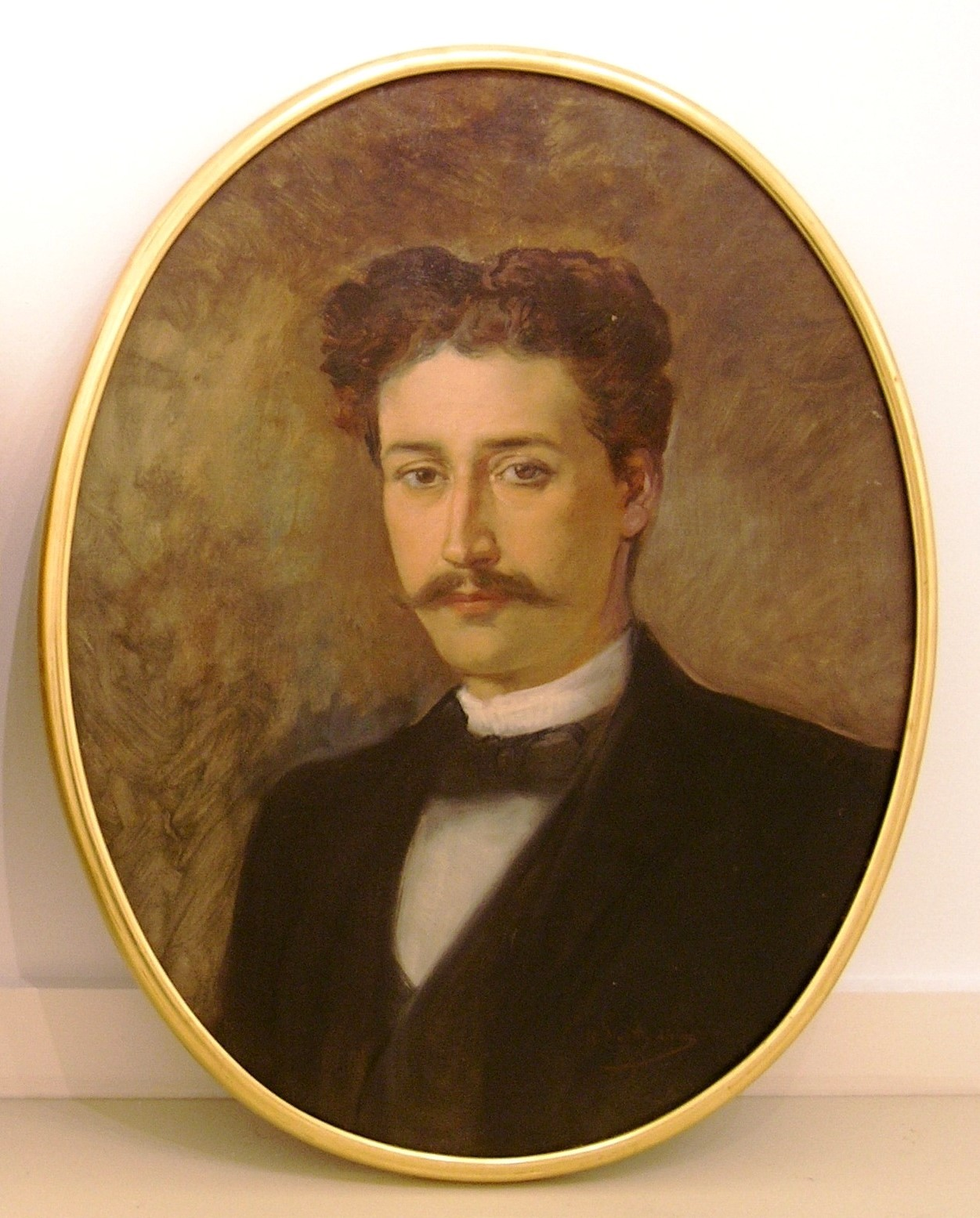
Josep Lluís Pellicer per Martí Alsina. Col·lecció particular.

Fou cronista gràfic de les guerres carlines (1872-1876), i durant la guerra russoturca fou corresponsal de La Ilustración Española y Americana, L'Illustration i The Graphic. Els seus dibuixos bèl·lics, d'una precisió i realisme sorprenents, eren sovint realitzats sobre el camp de batalla, fins i tot en primera línia de foc.
Com a pintor, fou premiat amb una segona medalla en l'exposició de Madrid del 1871, amb l'oli Zitto, silencio... que pasa la ronda (en dipòsit al MNAC). La pintura de Pellicer denota el seu coneixement de la tècnica impressionista. També tenia certa influència de l'orientalisme. A part del MNAC també es conserven pintures seves al Museu d'Història de Barcelona (Entrada triomfal del general Prim a Barcelona després de la Guerra d'Àfrica); al Museu Arqueològic Nacional de Madrid (Arribada a Dizful del governador del Luristán i l'Arabistan i del vicecònsol d'Espanya, 1877), al Museu de Belles Arts de Còrdova o al Museu Abelló de Mollet del Vallès.
És així mateix autor del retrat de Manuel Milà i Fontanals que forma part de la Galeria de Catalans Il·lustres (1888).
Com a dibuixant i il·lustrador, amb un traç fi, detallista i d'un realisme viu, és considerat una de les primeres figures de la seva època. Després d'intervenir en l'Exposició Universal de 1888 com a organitzador (també va ser l'autor de l'icònic cartell anunciador), fou nomenat director del recentment creat Museu de Reproduccions.
Fou un dels fundadors de l'Institut Català de les Arts del Llibre, institució de la qual ocupà dues vegades la presidència.
Escrigué també nombrosos articles sobre art a La Vanguardia, La Renaixença i al Diari Català.
Com a director artístic d'Editorial Montaner i Simón, il·lustrà, entre d'altres, un Quixot, La leyenda del Cid, i alguns dels Episodios Nacionales, de Benito Pérez Galdós.
Els anys 1885 a 1888 i el 1890 fou president del Cercle Artístic i el 1894 esdevingué acadèmic de Belles Arts de Barcelona.